# Byåsen Trondheim
Dernière mise à jour : 27 septembre 2024.
Le Byåsen Trondheim (anciennement Byåsen Idrettslag et Byåsen Håndball Elite) est un club féminin de handball basé à Byåsen, quartier de la ville de Trondheim en Norvège .

## Palmarès
compétitions internationales
- Coupe d'Europe des vainqueurs de coupe (C2)
  - Finaliste (1) : 2007
- Coupe des Villes (C4)
  - Demi-finaliste (1) : 2000

compétitions nationales
- Championnat de Norvège
  - Vainqueur (5) : 1986, 1987, 1989, 1990, 1998
  - Deuxième (12) : 1991, 2005, 2006, 2007, 2008, 2009, 2010, 2011, 2012, 2013, 2014, 2016
- Coupe de Norvège
  - Vainqueur (4) : 1989, 1990, 1992, 2008
  - Finaliste (12) : 1981, 1986, 1987, 1988, 1991, 1995, 1998, 2005, 2006, 2007, 2008, 2010

## Joueuses historiques
- Ida Alstad (2003-2013, 2015 et depuis 2016)
- Bárbara Arenhart (2010-2011)
- Silje Bolset
- Marit Breivik
- Mona Dahle
- Marit Malm Frafjord (2002-2010)
- Kari Aalvik Grimsbø (-2010)
- Trine Haltvik (1981-1999 et 2000-2006)
- Vigdis Hårsaker (-2003 et 2005-2010
- Mia Hermansson-Högdahl (1987-1992 et 1996-1999)
- Moa Högdahl (2014-2018)
- Camilla Herrem (2006-2014)
- Marit Røsberg Jacobsen (2014-2018)
- Amanda Kurtovic (2010-2011)
- Mari Molid (-2012)
- Tonje Nøstvold (2005-2008 et 2001-2014)
- Ingrid Ødegård (2014-2015)
- Terese Pedersen (2011-2014)
- Karin Pettersen
- Guro Rundbraathen
- Annette Skotvoll
- Gøril Snorroeggen (2003-2010)
- Kari Solem
- Ingrid Steen
- / Marta Tomac (2011-2015)
- Raja Toumi (2009-2014)
- Silje Waade (2010-2018)